# Onorificenze islandesi
Elenco delle onorificenze e degli ordini di merito e cavallereschi distribuiti dall'Islanda.

## Ordini cavallereschi
| Nastro | Onorificenza       |
| ------ | ------------------ |
|        | Ordine del Falcone |

## Medaglie militari e di benemerenza
| Nastro | Onorificenza                         |
| ------ | ------------------------------------ |
|        | Medaglia del presidente dell'Islanda |
|        | Medaglia di merito                   |

## Medaglie commemorative
| Nastro | Onorificenza                          |
| ------ | ------------------------------------- |
|        | Medaglia per i 1000 anni dell'Althing |